# Фол Сити (Вашингтон)
Фол Сити (енгл. Fall City) насељено је место без административног статуса у америчкој савезној држави Вашингтон. Град је постао познат захваљујући телевизијској серији Твин Пикс Дејвида Линча, која је делимично снимана у Фол Ситију.

## Демографија
По попису из 2010. године број становника је 1.993, што је 355 (21,7%) становника више него 2000. године.
| Група             | 2000.         | 2010.         |
| Белци             | 1.529 (93,3%) | 1.785 (89,6%) |
| Афроамериканци    | 4 (0,2%)      | 3 (0,2%)      |
| Азијати           | 12 (0,7%)     | 20 (1,0%)     |
| Хиспаноамериканци | 43 (2,6%)     | 114 (5,7%)    |
| Укупно            | 1.638         | 1.993         |